# Blue Ribbon (azienda)
Blue Ribbon è stata un'azienda distributrice di videogiochi, sussidiaria della CDS Micro Systems.
Dal 1985 incominciò a riproporre titoli dai vecchi cataloghi della MRM Software (che era stata una software house realizzatrice di giochi per BBC Micro e Acorn Electron), rendendoli compatibili per le console Atari 8-bit, Amstrad CPC, MSX e Commodore 16/Plus/4. Nei tardi anni ottanta, la Blue Ribbon cominciò a pubblicare anche videogiochi per ZX Spectrum e Commodore 64, comprese ri-edizioni di titoli originariamente prodotti da Superior Software, Bubble Bus e Artic. Ripropose anche dei videogiochi disponibili solo in antologie (come Syncron e Camelot per Superior e Video Card Arcade e Dominoes per CDS), vendendoli per CDS a prezzo pieno. I giochi Superior vennero rilasciati con una distribuzione congiunta Superior/Blue Ribbon, che allegava ad ogni prodotto una pubblicità dei futuri prodotti targati Superior. Al netto delle poche antologie distribuite su disk, tutte le edizioni di giochi singoli furono su audiocassetta, acquistabile per un prezzo compreso tra £1.99 e £2.99. Le uscite finali dell'azienda risalgono al 1991 e la CDS non la sfruttò mai per rilasciare videogiochi in 16 bit.

## Videogiochi

### Opere originali
- Astro Plumber (BBC, Electron, CPC, C16, MSX)
- Bar Billiards (BBC, Electron)
- Condition Red (BBC, Electron)
- Diamond Mine II (BBC, Electron, CPC, C16/Plus/4, MSX)
- Joey (BBC, Electron, C16)
- Ravage (BBC, Electron)
- M-Droid (MSX)
- Trapper (BBC, Electron)
- Return of R2 (BBC, Electron)
- Mango (BBC, Electron)
- 3D Dotty (BBC, Electron)
- Spooksville (BBC, Electron)
- System 8: The Pools Predictor (BBC, Electron, Atari, CPC, C16, C64, ZX, MSX)
- Turf-Form: Beat the Bookie (BBC, Electron, Atari, CPC, C16, C64, ZX, MSX)
- Hi Q Quiz (BBC, Electron, CPC, C64, ZX)
- Syntax (CPC, C64, ZX)
- Wulfpack (CPC, C64, ZX)
- Balloon Buster (BBC, Electron, CPC)

### Riedizioni e conversioni

#### MRM Software
- 3D Munchy / Hangman (BBC)
- Banana Man / Secret Sam 1 (BBC)
- Guy In The Hat / Secret Sam 2 (BBC)
- Castle Assault (BBC, Electron, Atari, CPC)
- Darts (BBC, Electron, Atari, CPC, C64, ZX, MSX)
- Diamond Mine (BBC, Electron, Atari, CPC, C16)
- Q Man (BBC)
- Q Man's Brother (BBC)
- Screwball (BBC, Atari, CPC)
- Artist o Artmaster (BBC, CPC)
- Nightmare Maze (BBC, Electron, Atari, CPC)

#### CDS Software
- Caterpillar / Leapfrog (ZX)
- Gobble a Ghost / 3D Painter (ZX)
- Spectrum Safari / Winged Warlords (ZX)
- Timebomb / Magic Meanies (ZX)
- Pool (CPC, ZX)
- Video Card Arcade (BBC, Electron, CPC, C64, ZX) - precedentemente disponibile solo in The Complete Home Entertainment Centre
- Golf (BBC, Electron) - riedizione di Birdie Barrage
- Steve Davis Snooker (BBC, Electron, Atari, CPC, C16, C64, ZX, MSX)
- Dominoes (BBC, Electron, CPC, ZX) - precedentemente disponibile solo in The Complete Home Entertainment Centre

#### Bubble Bus Software
- The Ice Temple (CPC, C64, ZX)
- Wizard's Lair (CPC, C64, ZX, MSX)
- Moonlight Madness (ZX)
- Cave Fighter (C16, C64)

#### Artic Computing
- Rugby (ZX) - riedizione di International Rugby

#### Artworx
- Ice Hockey (C64) - riedizione di International Hockey
- Strip Poker (C64)

#### Superior Software
- Repton (BBC, Electron)
- Karate Combat (BBC, Electron)
- Percy Penguin (BBC, Electron)
- Mr Wiz (BBC, Electron)
- Stryker's Run (BBC, Electron)
- Citadel (BBC, Electron)
- DeathStar (BBC, Electron)
- Smash and Grab (BBC, Electron)
- Repton 2 (BBC, Electron)
- Thrust (BBC, Electron)
- Ravenskull (BBC, Electron)
- Galaforce (BBC, Electron)
- Codename: Droid (BBC, Electron)
- Crazee Rider (BBC, Electron)
- Syncron (BBC, Electron) - precedentemente disponibile solo in Superior Collection
- Repton Around The World (BBC, Electron) - riedizione di Around the World in 40 Screens
- Palace of Magic (BBC, Electron)
- Elixir (BBC, Electron)
- The Life of Repton (BBC, Electron)
- Spellbinder (BBC, Electron)
- Quest (BBC, Electron)
- Spycat (BBC, Electron)
- Repton Thru Time (BBC, Electron)
- Pipeline (BBC, Electron)
- Barbarian (BBC, Electron)
- Repton 3 (BBC, Electron)
- Bonecruncher (BBC, Electron)
- Bug Blaster (BBC, Electron) - un gioco Alligata presente in un'antologia di Superior
- Camelot (BBC, Electron) - precedentemente disponibile solo in Play It Again Sam
- Galaforce 2 (BBC, Electron) - precedentemente disponibile solo in Play It Again Sam
- Barbarian II (BBC, Electron)
- The Last Ninja (BBC, Electron)
- Predator (BBC, Electron)
- Ballistix (BBC, Electron)
- Superior Soccer (BBC, Electron)